# 루트거 하우어
륏허르 울선 하우어르(네덜란드어: Rutger Oelsen Hauer 네덜란드어 발음: [ˈrɵtxər ˈulsə(n) ˈɦʌuər], 1944년 1월 23일 ~ 2019년 7월 19일)는 네덜란드의 배우, 작가, 환경운동가이다.
1969년 네덜란드 텔레비전 드라마 《플로리스》에서 주연을 맡으며 배우 생활을 시작했으며, 후에 1999년 황금송아지상에서 20세기 최고의 네덜란드 영화로 선정되는 《사랑을 위한 죽음》(1973)에서 주연을 맡으며 주목 받기 시작했다. 1977년 《서바이벌 런》으로 국제적 인정을 받은 후, 미국 영화계에도 진출하여 《나이트호크》(1981) 등을 찍었다. 특히 《블레이드 러너》(1982)에서 자각을 지닌 안드로이드 로이 배티 역을 맡아 널리 사랑 받았다. 텔레비전 영화 《소비버 탈출》(1987)로 1987년 제45회 골든 글로브상 TV 영화 부문 남우조연상을 받기도 했다.
배우 활동 외에 에이즈 인식 단체 Rutger Hauer Starfish Association(→륏허르 하우어르 불가사리 협회)를 설립했으며, 해양 생물 보호 단체 해양보호목자협회 자문단으로도 활동했다.
2007년 자서전을 펴냈다.
2013년 네덜란드 사자 훈장(네덜란드어: Ridder in de Orde van de Nederlandse Leeuw)을 받았다.

## 출연 작품

### 영화
- 룸펠슈틸츠헨 (1973)
- 사랑을 위한 죽음 (1973)
- 검은 다이아몬드 (1974)
- 캐티 티펠 (1975)
- 서바이벌 런 (1977)
- 스펫터즈 (1980)
- 나이트호크 (1981)
- 블레이드 러너 (1982)
- 라인강의 철십자 (1982)
- 오스터맨 (1983)
- 용의자 (1983)
- 레이디호크 (1985)
- 아그네스의 피 (1985)
- 힛처 (1986)
- 소비버 탈출 (1987)
- 영험한 애주가의 전설 (1988)
- 마검의 심판자 (1989)
- 태양의 전사들 (1989)
- 개 목걸이 (1991)
- 한밤의 침입자 (1991)
- 스톤 스콜피오 (1992)
- 뱀파이어 해결사 (1992)
- 아틱 블루 (1993)
- 약점 (1993)
- 당신들의 조국 (1994)
- 서바이벌 게임 (1994)
- 노스트라다무스 (1994)
- 크로스월드 (1996)
- 노킹 온 헤븐스 도어 (1996)
- 헤모글로빈 (1997)
- 컨페션 (2002)
- 씬 시티 (2005)
- 배트맨 비긴즈 (2005)
- 드라큘라 3: 레거시 (2005)
- 미노타우르 (2006)
- 골 2: 꿈을 향해 뛰어라 (2007)
- 살인게임 79 (2007)
- 스워드 오브 워 (2009)
- 호보 위드 어 숏건 (2011)
- 더 밀 앤 더 크로스 (2011)
- 더 라이트: 악마는 있다 (2011)
- 드라큐라 3D (2012)
- 미래 (2013)
- 마더 데레사의 편지 (2014)
- 유니티 (2015) - 다큐멘터리
- 스콜피온 킹: 더 로스트 스론 (2015)
- 제독: 미힐 드 로이테르 (2015)
- 발레리안: 천 개 행성의 도시 (2017) - 세계 연합 대통령 역
- 삼손 (2018) - 마노아 역
- 다크시티: 뱀파이어의 습격 (2018)
- 시스터스 브라더스 (2018)
- 비이 2 (2019)

### 텔레비전
- 플로리스 (1969, Floris)
- 대마법사 멀린 (1998)
- 판타지 킹덤 (2000)
- 앨리어스 (2003)
- 스몰빌 (2003)
- 트루 블러드 (2013-14)
- 라스트 킹덤 (2015)